# Massarina thalassiae
Massarina thalassiae är en svampart som beskrevs av Kohlm. & Volkm.-Kohlm. 1987. Massarina thalassiae ingår i släktet Massarina och familjen Massarinaceae.   Inga underarter finns listade i Catalogue of Life.